# Sandrine Poirier-Allard
 (avril 2014).
Sandrine Poirier-Allard, née le 11 octobre 1990, est une actrice québécoise. Elle fait aussi du doublage et de la surimpression vocale. 

## Filmographie

### Cinéma
- 2004 : L'Incomparable Mademoiselle C. de Richard Ciupka : Mylène Lipski
- 2008 : Entrée interdite (court métrage) de Stéphane Moukarzel
- 2009 : Les étoiles me regardaient et se foutaient de ma gueule (court métrage) de Philippe Gariépy : Sophie[2]
- 2019 : Vivre à 100 milles à l'heure de Louis Bélanger : Nathalie Tremblay (adulte)
- 2019 : La Bronca (es) de Daniel Vega Vidal et Diego Vega Vidal : Michelle

### Télévision
- 2005 : Les Ex : Jeanne Trudel Fortin
- 2005 - 2008 : Nos étés : Émilie Landry à 13 ans[3],[4]
- 2007 - 2014 : Destinées : Roxanne Miljours[5]
- 2011 :  Interpol : Kristen[6]
- 2022 : District 31 : Sara Lavigne

### Web-série
- 2017 - 2020 : Dominos : Marie